# Герб Приморського краю

Герб Приморського краю

Герб Приморського краю — символ Приморського краю. Прийнято 22 лютого 1995 року. Зареєстрований за № 519 у Геральдичному регістрі РФ.

## Опис
Герб Приморського краю: у зеленому полі щита — включений лазуровий (синій, блакитний) Андріївський хрест. У нижній частині поля поверх хреста — золотий тигр, що йде.
Андріївський хрест символізує приналежність Примор'я до російської землі й православ'я. Синій колір хреста — колір моря, зелений — колір тайги. А амурський (уссурійський) тигр — свого роду символ Сіхоте-Аліню.